# Абэ, Ацуси
Ацуси Абэ (яп. 阿部敦 Абэ Ацуси, род. 25 марта 1981, Тотиги) — японский сэйю. В 2010 году, на церемонии «Seiyu Awards», был награждён как лучший начинающий актёр.

## Роли в аниме
2007 год
- Shugo Chara! (Кукай Соума)

2008 год
- Xam'd: Lost Memories (Акиюки Такэхара)
- Shugo Chara! (Кукай Соума)
- To Aru Majutsu no Index (Тома Камидзё)

2009 год
- Сага о Гуине (Мариус)
- Saint Seiya (Ято)
- Боевые Библиотекари: Книга Банторры (Рисли Чарон)
- To Aru Kagaku no Railgun (Тома Камидзё)
- Halo Legends (Джозеф [Homecoming])

2010 год
- Истории мечей (Кадзунэ Ясури)
- Президент — горничная! (Хината Синтани)
- B Gata H Kei (Такаси Косуда)
- To Aru Kagaku no Railgun (Тома Камидзё)
- Bakuman (Моритака Масиро)
- To Aru Majutsu no Index (Тома Камидзё)
- Девчонки в очках (Тору Танака (эп. 3))

2011 год
- Gosick (Амброус)
- Kamisama no Memo-chou (Наруми Фудзисима)

2012 год
- Another (Коити Сакакибара)

2015 год
- Danchigai (Харуки Накано)
- Gunslinger Stratos (Тору Кадзасуми)

2016 год
- Dagashi Kashi (Коконоцу Сикада)
- Haikyuu!! Karasuno Koukou vs Shiratorizawa Gakuen Koukou (Такэру Накасима)
- Norn9 (Сората Судзухара)